# Pierce Fulton
Pierce Collins Fulton (Vermont; 6 de junio de 1992–29 de abril de 2021) fue un DJ, remezclador, productor discográfico y multinstrumentista estadounidense. En 2014, su canción «Runaway» encabezó la lista Emerging Artists de Billboard. Más tarde ese mismo año, su canción «Kuaga (Lost Time)» ocupó el número 38 en la tabla Dance/Mix Show Airplay de Billboard y se utilizó para una campaña publicitaria de Smirnoff.

## Carrera musical
En 2011, Fulton lanzó su EP debut en Cr2 Records. En 2012, Fulton realizó una gira con Wolfgang Gartner. Fulton lanzó el EP Runaway en marzo de 2014, el sencillo del álbum, «Runaway» alcanzó el primer lugar en la lista de artistas emergentes de Twitter de Billboard. El sencillo de seguimiento de Fulton, «Kuaga (Lost Time)» experimentó un éxito similar y alcanzó el puesto 38 en la lista Dance/Mix Show Airplay de Billboard.
En 2015, Fulton comenzó a lanzar música en el sello Armada Music de Armin Van Buuren. Ese mismo año, Fulton lanzó un proyecto paralelo llamado Shirts & Skins con el actor y DJ Ansel Elgort. En julio de 2016, Fulton lanzó el EP de cuatro canciones, Borrowed Lives.
El 30 de junio de 2017, lanzó su álbum debut, Better Places, luego del lanzamiento de los sencillos «Life in Letters», «Home in August», «Better Places» y «Listen To Your Mama». En 2018 colaboró con Martin Garrix y el integrante de Linkin Park, Mike Shinoda, en «Waiting For Tomorrow».
En enero de 2020, Fulton y Gordon Huntley del dúo canadiense Botnek presentaron su alias Leaving Laurel. Lanzaron su primer EP, titulado Sometimes It's Scary but It's Still You and MeIt's Scary but It's Still You and Me / Need Little, Want Less, a través de Anjunadeep el 10 de enero de 2020.

## Fallecimiento
El 3 de mayo de 2021, el hermano de Pierce, Griffin Fulton, anunció que había muerto la noche del 29 de abril, a los 28 años de edad, a causa de un suicidio por problemas de salud mental.